# 佐賀県公安委員会
佐賀県公安委員会（さがけんこうあんいいんかい）は、佐賀県警察を管理するため佐賀県知事所轄の下に設置される行政委員会であり、所在地は佐賀市松原1丁目1番16号である。
委員の任期は3年で、3人の委員で構成される。

## 委員
- 委員長
  - 奥田律雄（2021年10月16日 - 2024年10月15日、弁護士）
- 委員
  - 牛島英人（2023年10月14日 - 2026年10月13日、株式会社佐賀タクシー 代表取締役社長）
  - 岸川美和子（2023年10月14日 - 2025年10月12日、元・高等学校校長）

## 下部組織
- 佐賀県警察